# 上河淇水
上河 淇水（うえかわ きすい、1748年12月28日（寛延元年11月9日）- 1817年11月12日（文化14年10月4日））は、江戸時代中期から後期の心学者である。本姓は志賀、名は正揚（義言とも）。字は子鷹、通称は愿蔵。別号に東海および柿園等がある。

## 経歴・人物
近江の神崎郡今田居（現在の滋賀県八日市市）に志賀盛言の四男として生まれる。20歳のころに上洛し手島堵庵から心学を学んだ後に、彼の養子となりその分家であった上河家を継ぎ上河姓を名乗った。1791年（寛政3年）には堵庵の義兄であった手島和庵の後継者として、明倫舎の第3代舎主を務める。
これによって石門心学運動の主宰にあたり、全国の津々浦々で心学の開講や門人の輩出に尽力した。また淇水は教化活動の進展で思想体系の整備充実が必要となった事で、朱子学によって心学の理論を付けたことや心学講舎の創設にもあたった。

## 主な著作物

### 主著
- 『心学承伝之図』
- 『聖賢証語国字解』

### その他の著書
- 『四書類凾』